# Istituto delle Suore di Badia

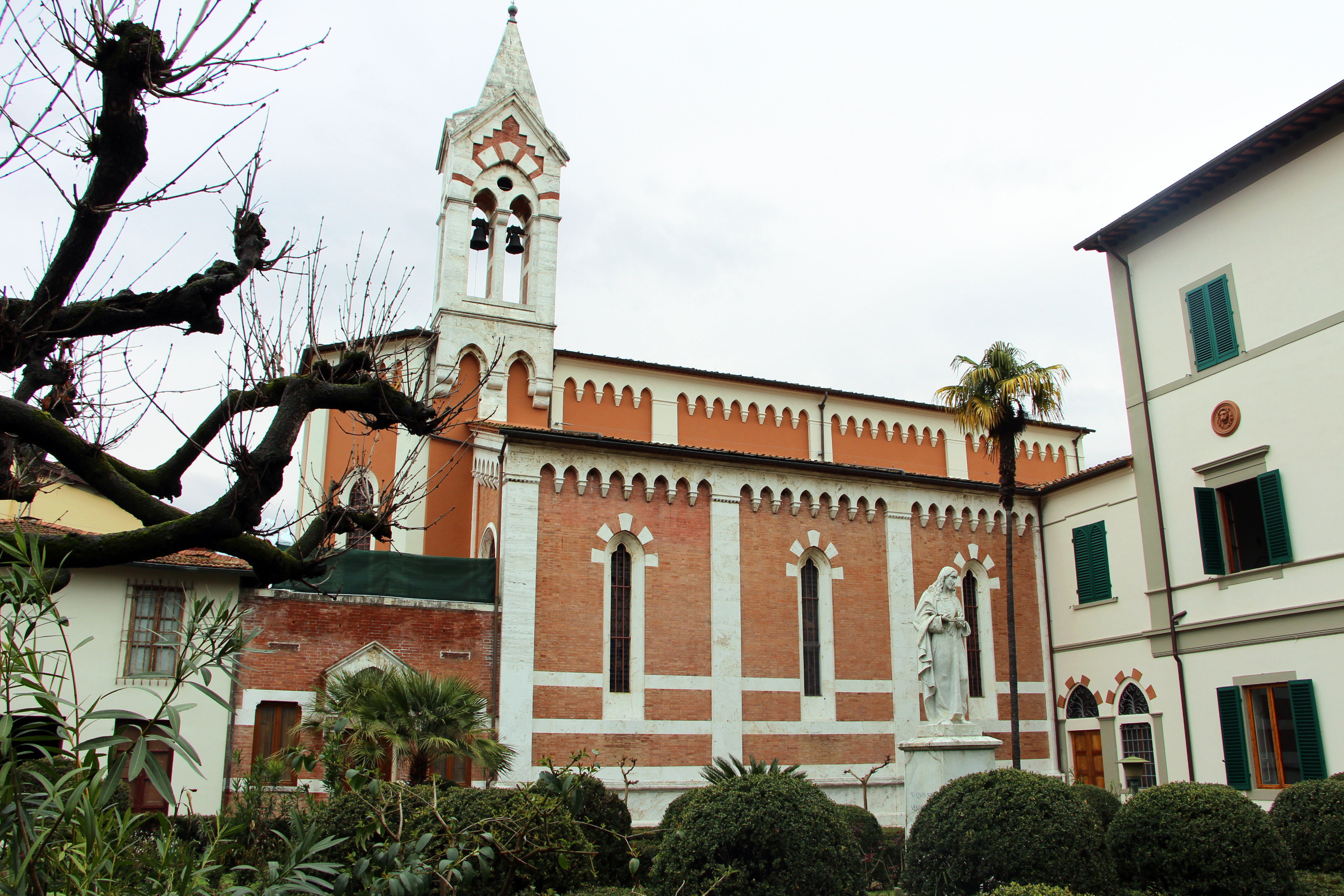
La chiesa delle suore di Badia

L'Istituto delle Suore di Badia (Istituto delle Suore della Provvidenza e dell'Immacolata Concezione) è un edificio religioso di Firenze, situato in piazza di Badia a Ripoli 3. Comprende quello che resta del monastero dell'abbazia di San Bartolomeo a Ripoli ed ha una propria chiesa neogotica, dedicata al Sacro Cuore.

## Storia
Le Suore della Provvidenza arrivarono a Firenze nel 1866, dove acquistarono i locali già del monastero di San Bartolomeo a Ripoli, soppresso in epoca napolenica nel 1808. Vi venne fondato un educandato femminile che fu tra i più prestigiosi di Firenze. Dopo aver restaurato i locali danneggiati anche da un terremoto, tra il 1896 e il 1897 le suore fecero costruire una nuova cappella su progetto dell'architetto Bartolozzi e dell'ingegner Picchioni.
L'Istituto, che ha ospitato una scuola materna, elementare, media e un liceo classico con internato, oggi si occupa di assistenza agli anziani. Delle istituzioni scolastiche restano oggi solo la scuola materna ed elementare, intitolate al "Milite Ignoto" e gestite da una cooperativa di matrice religiosa. 

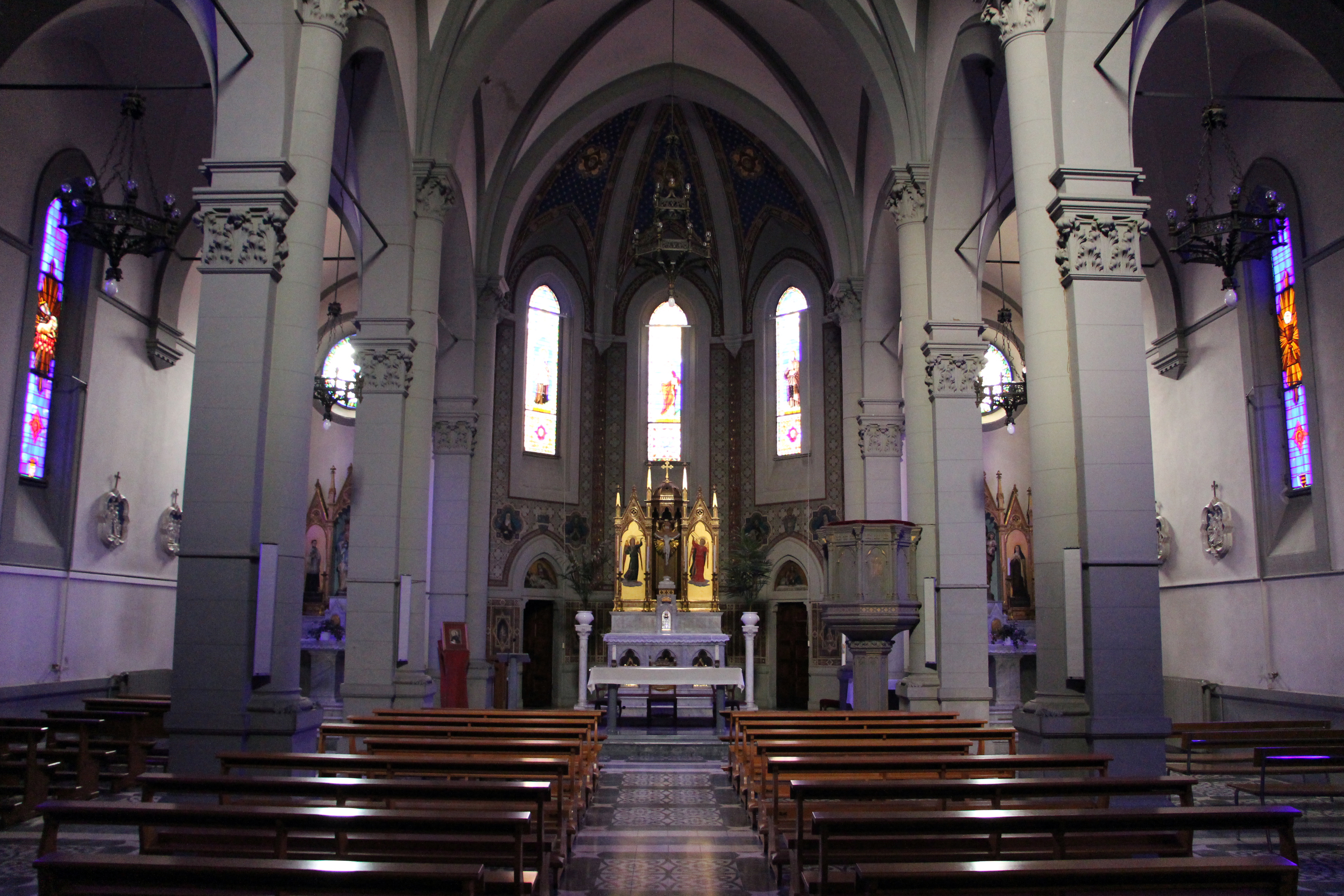
L'interno della chiesa

## Descrizione
Si accede al complesso dal giardino, unico resto degli antichi orti dell'abbazia. La struttura dell'Istituto si affaccia sui resti del chiostro trecentesco (molto rimaneggiato) e su un cortile di dimensioni maggiori, un tempo fulcro della scuola.

### La chiesa
La chiesa è in stile neogotico e presenta una pianta a tre navate separate da pilastri poligonali e coperte con volte a crociera; sulla cantoria in controfacciata si trova l'organo a canne Agati-Tronci opus 1187 costruito nel 1898, dotato di 9 registri e integro nelle sue caratteristiche originarie; lo strumento venne suonato negli anni 1940 anche dal musicista don Lorenzo Perosi, che abitava in una vicina villa a Sorgane. 
L'altare maggiore e quelli laterali sono decorati da tavole neomedievali a fondo oro, opera di un monaco camaldolese chiamato Don Gallo (1948). Gli affreschi dell'abside sono invece di una suora belga, Marguerite Scanderley (1901), e del pittore Carlo Scarselli. 
Le vetrate policrome sono databili alla fine dell'Ottocento: tra di esse una è datata e firmata G. Rossi 1898, mentre quelle del coro sono di Ulisse De Matteis.

### Refettorio

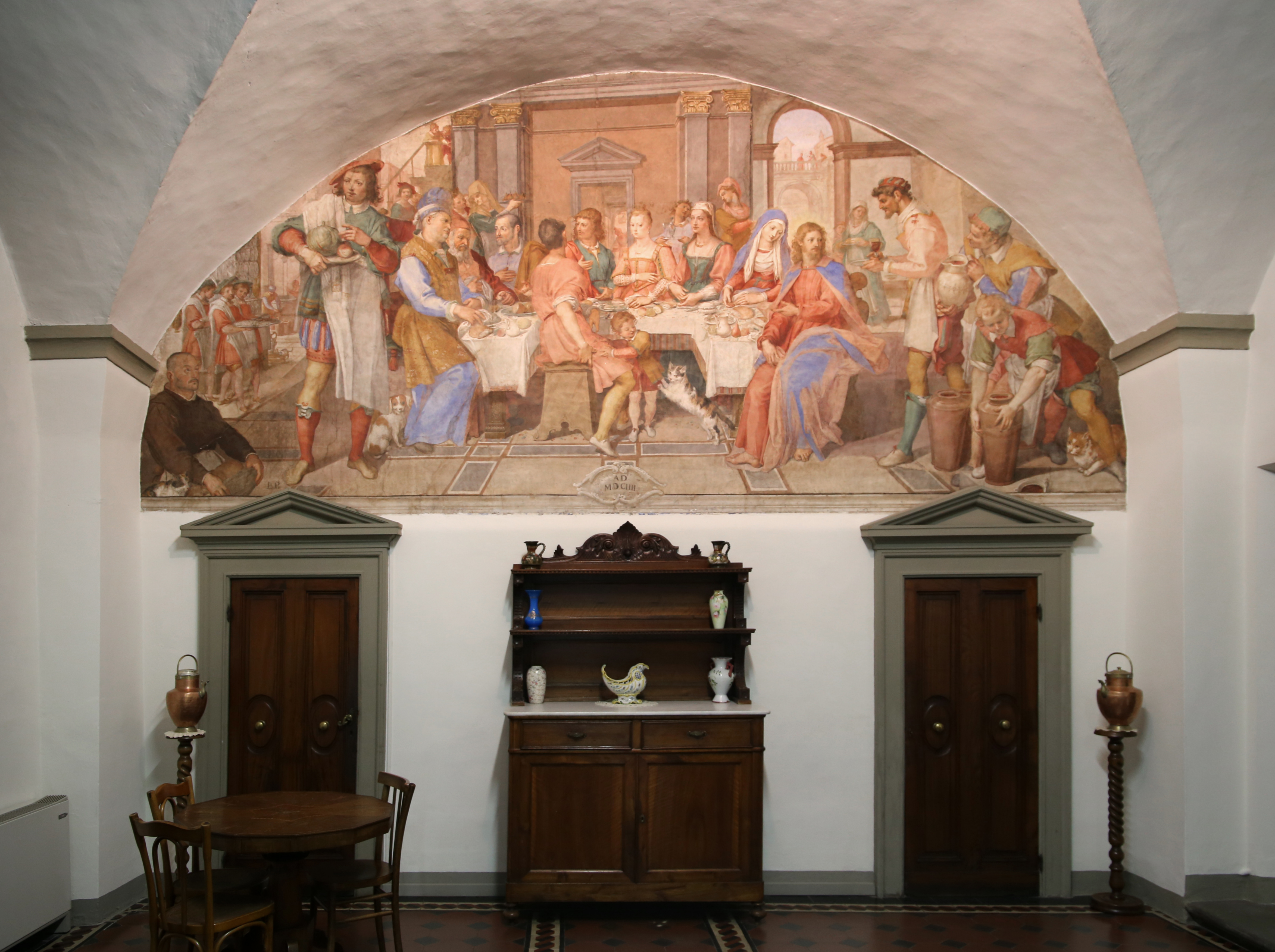
Le Nozze di Cana di Bernardino Poccetti

L'antico refettorio dei vallombrosani è preceduto da un'anticamera, già denominata "stanza del lavabo", in cui resta un affresco del primo Seicento con San Giovanni Gualberto davanti al crocifisso. Il refettorio vero e proprio, coperto da volte, è decorato da dodici ovali con santi e beati dell'Ordine vallombrosano, di mano settecentesca, mentre la parete di fondo è dominata dal grande affresco delle Nozze di Cana, capolavoro dell'ultima fase di Bernardino Poccetti (1604). Opera firmata e datata, comprende probabilmente anche un autoritratto dell'artista nella figura del servitore col gatto all'estremità sinistra.